# 이탈리아 북서부
이탈리아 북서부(이탈리아어: Italia nord-occidentale 또는 Nord-ovest)는 이탈리아의 북서부 지역을을 가리키는 말이다. 이탈리아 국립 통계 연구소(ISTAT)가 사용하는 이탈리아의 5대 공식 통계 지역 중 하나이다.

## 경제
2018년 이 지역의 국내 총생산 (GDP)은 5,803억 유로로 이탈리아 경제 생산량의 32.9%를 차지했다. 구매력을 고려한 1인당 GDP는 35,900 유로로 같은 해 EU 27개국 평균의 119%였다.

## 같이 보기
- 이탈리아 북부
- 이탈리아 중부
- 이탈리아 남부
- 이탈리아 도서 지역